# Католицизм в Чехии
 Католицизм в Чехии  или Римско-католическая Церковь в Чехии является частью всемирной Католической Церкви. В Чехии находятся две римско-католических митрополии: Чешская и Моравская, которыми управляют архиепископы-митрополиты. Архиепископ Пражский является примасом всей Чехии. Католическая Церковь в Чехии насчитывает около 1,08 миллионов верующих по результатам переписи населения. Католические источники приводят цифру 3,3 - 3,5 миллиона человек. В Чехии действует также экзархат для 170 тысяч греко-католиков.

## История

### VIII—IX века
На территорию нынешней Чехии христианство стало проникать из Баварии в конце VIII — начале IX веков. 13 января 845 года в Регенсбурге приняли крещение 14 чешских воевод со своими дружинами. В первой половине IX века в Моравии был крещён князь Ростислав, во время правления которого в Моравии c 863 года проповедовали христианство святые Кирилл и Мефодий. Эти миссионеры перевели здесь на славянский язык Библию. Кирилл и Мефодий сталкивались в Моравии с противодействием немецкой церковной иерархии, которая считала Моравию своей территорией и не допускала проповедовать здесь чужим миссионерам. После смерти Мефодия его ученики были изгнаны из Чехии немецким духовенством. В 895 году территория Чехии была присоединена к епархии города Регенсбург. В это время в Чехии жили святые Вячеслав и Людмила. В 973 году в Праге была создана епархия. Первым епископом Праги стал Дитмар. Вторым пражским епископом в 982 году был святой Адальберт, который проповедовал христианство в Пруссии, где принял мученическую смерть.

### XI—XII века
В 1063 году в Оломоуце была образована отдельная католическая епархия. В XI веке в Чехии и Моравии начинают строиться многочисленные католические церкви, а также замки, которые становились центрами защиты христиан от набегов язычников. В это время в Чехии особенную роль в развитии системы образования и культуры играли католические монастыри. Чешские земли находились в духовном окормлении бенедиктинцев, цистерцианцев и премонстрантов. В Моравии в XI веке особую роль в развитии церковной и общественной жизни сыграл оломоуцкий епископ, дипломат и политик Йиндржих Здик.
В XII веке начала развиваться чешская литература. Наиболее значимым литературным явлением этого времени является сочинение «Чешская хроника» пражского хрониста декана католического собора святого Вита Козьмы Пражского.

### XIII—XIV века
XIII век характеризуется возникновением в Чехии споров между церковной и светской властями, а также установлением между ними определённых отношений. Пражский епископ Андрей провёл переговоры с князем Чехии Пржемыслом Оттокаром I о том, что Католическая Церковь получает налоговые отчисления в размере одной четверти. Получив значительные преференции, Католическая Церковь в Чехии приобрела некоторую независимость от светской власти. Среди наиболее значимых церковных деятелей этого времени известны святая Агнесса Пражская, монахиня и дочь чешского короля Пржемысла Оттокара I, а также блаженная Здислава, занимавшиеся благотворительной деятельностью среди больных и нуждающихся. В 1232 году святая Агнесса Пражская основала первую больницу в Праге.
Католическая Церковь в Чехии в это время имела огромное влияние на сферу образования и культуры. Значимой фигурой в культурной жизни Чехии и Моравии стал историк оломоуцкий епископ Бруно фон Шауэнбург. XIII и XIV века отмечены повышением роли Католической церкви в жизни чешского общества. В это время в Чехии стали появляться нищенствующие монашеские ордена францисканцев и доминиканцев. Во время правления Карла IV в Чехии стала формироваться собственная церковная иерархия. 30 апреля 1344 года Пражская епархия была повышена до уровня архиепархии. Первым архиепископом Пражской архиепархии стал Арношт из Пардубиц, после которого архиепископами Праги были Ян Очко из Влашима и Ян II из Енштейна. В том же году из состава Пражской архиепархии была выделена новая епархия Литомишля. В XIV веке Католическая Церковь стала полностью независимой от светской власти институцией, которая была носителем не только духовной культуры, но и социальным, культурным, научным и образовательным институтом. В собственности Католической Церкви скопились более трети чешских земель, что привело постепенно в будущем к социальному протесту чешского населения. В это время стали появляться первые реформаторы, критиковавшие Католическую Церковь за её приверженность к накоплению богатства, самым известным из которых был Ян Милич из Кромержиржа.

### XV—XVII века
Злоупотребления Католической Церкви в сфере материального богатства привели к появлению множества критиков и реформаторов в Чехии. Ситуацию углубили продажи индульгенций, систему которой критиковал Ян Гус. В Чехии возникло реформаторское сопротивление церковной власти Католической Церкви, которое привело к беспорядкам, которые закончились отлучением Яна Гуса от церкви и его сожжением на костре в 1415 году. В 20-х годах XV века в Чехии происходили гуситские войны, во время которых последователи Яна Гуса грабили католические монастыри и церкви. Были сожжены сотни церквей, многочисленные церковные библиотеки и произведения церковного искусства. Католическая Церковь в это время потеряла большую часть своей земельной собственности. В Чехии и Моравии стало формироваться гуситское дворянство, отрицавшее зависимость от Католической Церкви. В 1436 году в Базеле были подписаны «Базельские компактаты», практически разделившие Чехию на гуситскую и католическую части, между которыми, несмотря на договор, постоянно происходили военные столкновения. Чехия согласно «Базельским компактатам» стала называться «Королевством двух народов». Противостояние между гуситам и католиками завершилось во время правления регента Богемии Йиржи из Подебрад, который сумел примирить обе противоборствующие стороны.
В 1466 году Римский папа отлучил от церкви короля Богемии, что стало причиной возникновения чешско-венгерских войн. После смерти Йиржи из Подебрад в 1471 году Чехия практически стала разделённой на две части. В конце XV века в Чехии возникло религиозное движение"Чешские братья", ставшее впоследствии основой для чешской Реформации. В начале XVI века в Чехию стало проникать из Германии лютеранство, которое распространялось в основном среди немцев, проживавших на границах Чехии. Среди чехов в это время были сильны различные сектантские христианские направления.
С распространением в Чехии идей Реформации Католическая Церковь стала терять своё преимущество в чешском обществе. Как ответ на Реформацию, в 1556 году в Чехию прибыли иезуиты, которые начали основывать здесь различные учебные заведения, ставшие оплотом католицизма в реформаторской Чехии.
23 ноября 1620 года Фердинанд II начал в Чехии Контрреформацию. В марте 1621 года гуситское и кальвинистское священство было выслано из Чехии. В 1622 году на иезуитов, преподававших в Карловом Университете, была возложена задача католической проповеди среди чешских последователей реформации. В страну стали прибывать католические миссионеры, пытавшиеся обратить в католицизм местных жителей. После Тридцатилетней войны Католическая Церковь вернула себе потерянные после Реформации позиции в Чехии. Во время Тридцатилетней войны численность населения Чехии значительно сократилась. После этой войны произошло усиление крепостного права. Чехи стали подвергаться германизации, против которой выступал иезуит Богуслав Балбин.
В 1664 году была основана епархия Градец-Кралове и в 1655 году — епархия Литомержице.

### XVIII век
Значительным стимулом в защите чешской самоидентификации послужила канонизация чешского святого Яна Непомуцкого в 1729 году. В конце XVIII века в Чехии проводилось политическое движение «иосифизма», названное по имени императора Иосифа II, которое характеризовалось одновременным запрещением просветительской деятельностью католических монастырей, сопровождавшееся их закрытием и открытием многочисленных католических приходов. Высшее образование в Чехии находилось в это время под управлением иезуитов. Образование в Чехии велось на немецком языке, что приводило к постепенному онемечиванию чешского населения. Государственной властью запрещалось даже молиться на чешском языке простыми молитвами, которые были единственным проявлением чешской культурной жизни. Церковь в Австрии стала в это время одним из элементов государственной власти. Священники считались государственными служащими. Всё это приводило к тому, что чехи видели в Католической Церкви один из элементов австрийской имперской политики. В конце XVIII века в чешской католической общине стали появляться священники, выступавшие за большее употребление чешского языка в церковной жизни. Одним из самых известных деятелей чешского национального возрождения являлся католический священник Йосеф Добровский.
В 1777 году епархия в Оломоуце была возведена до уровня архиепархии. В Чехии возникали многочисленные католические приходы.

### XIX век
В начале XIX века политика германизации австрийского правительства была смягчена. После революционных событий 1848 года Католическая церковь в Австрии принимала активное участие в возрождении славянской самоидентификации. Представители католического духовенства принимали участие в славянском Конгрессе. Многие чешские католические священники были арестованы за патриотическую деятельность.
18.08.1855 года между Австрией и Ватиканом был подписан конкордат, который освободил Католическую Церковь от государственной службы. В 1874 году в Австрии был принят закон, который разрешал вмешиваться государственной власти в церковные дела. Церковь в Австрии полностью стала зависимой от государства. Такая ситуация продолжалась до 1918 года, когда распалась Австро-Венгрия. В XIX веке в Чехии возникло национальное религиозное движение святых Кирилла и Мефодия, которое сыграло значительную роль в чешском национальном возрождении. В конце XIX века среди чешских католиков возник католический модернизм, стремившийся реформировать католическую литургию. В 1891 году в Карловом Университете был открыт чешский богословский факультет. В 1896 году в Чехии была образована Христианская социальная партия, которая работала среди католических рабочих. В этот же год была образована Народно-Католическая партия.

### XX век
Католическая Церковь поддержала создание независимой Чехословакии в 1918 году. Многочисленным нападениям подвергались католические священники и епископы. Пражский архиепископ Павел Гуин был вынужден бежать в Рим. В Чехословакии стало возникать среди католических священников движение за создание независимой от Ватикана Католической Церкви. Антикатолическую политику проводил Президент Чехословакии Томаш Гарриг Масарик. В 1927 году между государственной чехословацкой властью и Католической Церковью было заключено так называемое соглашение «modus vivendi». В 1928 году между Чехословакией и Ватиканом были установлены дипломатические отношения, что привело к уменьшению антикатолической политики чехословацкого правительства.
После оккупации Чехии в 1939 году нацистской Германией Католическая Церковь заняла прочешскую позицию. Во время оккупации многие священники подвергались гонениям и были заключены в тюрьмы и концлагеря. Католические массовые паломничества стали одним из элементов ненасильственного сопротивления чешского народа.
После 1948 года Католическая Церковь преследовалась коммунистическими властями Чехословакии. Деятельность католического духовенства находилась под строгим контролем государственной власти. Верующие подвергались ущемлению в своих правах на работе и в других сферах общественной жизни. Католические паломничества были запрещены. Не издавалась католическая пресса. В ответ на это Католическая Церковь создавала в Чехословакии подпольные учебные заведения, издавались в подпольных условиях католические периодические издания. В 1985 году в 1100-летнюю годовщину смерти Мефодия в Велеграде было совершено массовое паломничество. 21 ноября 1989 года кардинал Франтишек Томашек выпустил заявление, в котором поддерживал демократические изменения в Чехословакии. После 1989 года Католическая Церковь вновь обрела свободу в своей деятельности.

## XXI век
По данным на 2013 год в Чехии было 20 епископов, 1356 епархиальных священников и 597 священников из монашеских конгрегаций, 109 братьев-монахов, 1755 монахинь. Общее число католиков - 3 миллиона 289 тысяч человек (31,5% от общего населения). В высших духовных семинариях обучается 184 семинаристов. Католическая Церковь в Чехии управляет 39 начальными, 33 средними и 7 высшими учебными заведениями. Существует конференция католических епископов Чехии.

## Структура

### Пражская Митрополия
- Архиепархия Праги
  - Епархия Градец-Кралове;
  - Епархия Литомержице;
  - Епархия Пльзеня;
  - Епархия Ческе-Будеёвице

### Моравская Митрополия
- Архиепархия Оломоуца
  - Епархия Брно
  - Епархия Острава-Опавы

## Католические монастыри
В Чехии католические монастыри относятся к следующим монашеским орденам:
- Августинцы
- Бенедиктинцы
- Доминиканцы
- Картезианцы
- Премонстранты
- Францисканцы
  - Францисканцы-конвентуалы
  - Капуцины
  - Клариссинки
- Цистерцианцы
- Орден босых кармелитов

## Базилики Чехии
По состоянию на начало 2013 года 15 католических храмов Чехии имели почётный титул малой базилики, присвоенный им римским папой в ознаменование исторической важности и значимости как паломнических центров.

## Источник
- Jaroslav Kadlec, Přehled českých církevních dějin 1. a 2. díl, Nakladatelství ZVON, 1991
- Václav Kratochvíl, Církev v dějinách, PBtisk s.r.o. Příbram, 2002
- August Franzen, Malé církevní dějiny, Nakladatelství ZVON, 1991
- Zdeněk Beneš, Dějiny středověku, Vydavatelství a nakladatelství Práce s.r.o., Praha, 1997
- Miroslav Hroch, Dějiny novověku, Vydavatelství a nakladatelství Práce s.r.o., Praha, 1997
- Jan Bauer, Husitské války — podvržená legenda, Nakladatelství Michal Zítko, Praha, 2000
- Kolektiv autorů, Československé dějiny v datech, Nakladatelství Svoboda, Praha, 1987